# Lužnice (Aerodrom)
Pour les articles homonymes, voir Lužnice.
Lužnice (en serbe cyrillique : Лужнице) est un village de Serbie situé dans la municipalité d’Aerodrom (Kragujevac), district de Šumadija. Au recensement de 2011, il comptait 983 habitants.

## Population

### Évolution historique de la population
| 1948  | 1953  | 1961  | 1971  | 1981  | 1991  | 2002  | 2011 |
| ----- | ----- | ----- | ----- | ----- | ----- | ----- | ---- |
| 1 627 | 1 584 | 1 526 | 1 406 | 1 330 | 1 212 | 1 065 | 983  |

|  |